# Altpapier (Medienkolumne)
Das Altpapier ist eine deutschsprachige Medienkolumne. Sie erscheint seit dem Jahr 2000 mit kleinen Pausen zwischen Dezember 2008 und März 2009, zwischen März und Mai 2010 sowie im August 2017 an jedem Werktag morgens im Internet. Seit dem 11. September 2017 erscheint sie von Montag bis Freitag bei Medien360G, dem Portal des Mitteldeutschen Rundfunks (MDR) für Medienthemen. Die Kolumne kommentiert die wichtigsten medienjournalistischen und medienkritischen Beiträgen des Tages. Als journalistisches Hypertext-Blog verlinkt sie alle dazu im Netz frei verfügbaren Artikel aus Zeitungen und Online-Medien.

## Geschichte
Das erste Altpapier erschien am 8. November 2000 zum Start der Netzeitung, die sich als erste ausschließlich im Internet erscheinende deutsche Tageszeitung begriff. Seitdem die Netzeitung Ende 2009 in ein automatisiertes Nachrichtenportal ohne Redaktion umgewandelt wurde, ist das erste Altpapier nicht mehr online verfügbar. Erhalten ist das vorab produzierte Altpapier vom 6. November 2000, das am 8. November 2000, aber damals bereits im „Altpapier-Container“ für alte Altpapier-Kolumnen erschien.
Die Netzeitung landete nach mehreren Eigentümerwechseln 2007 im Besitz der britischen Mecom Group. Deren Chef David Montgomery war als erster auf dem deutschen Medienmarkt aktiver Finanzinvestor vorher und auch anschließend häufig Thema im Altpapier. Im Zuge immer weiterer Einsparmaßnahmen der Mecom-Group musste die Netzeitung das Altpapier zum Jahresende 2008 einstellen. So erschien die letzte Netzeitungs-Ausgabe am 22. Dezember 2008 als Vorschau auf das Jahr 2009.
Nach der Einstellung gab es mehrere Interessenten. Im März 2009 tauchte das Altpapier auf dnews.de, dem deutschen Nachrichtenportal des niederländischen Marktführers nu.nl, wieder auf. Nach dieser Zwischenstation erschien die Kolumne von Mai 2010 bis August 2017 bei www.evangelisch.de unter dem Dach des Gemeinschaftswerk der Evangelischen Publizistik und unter www.dasaltpapier.de. Seit September 2017 erscheint das Medienblog bei MEDIEN360G, dem Medienportal des MDR. 2019 kritisierte Alexander von Schmettow, Kommunikationschef des Bundesverbands Deutscher Zeitungsverleger, dass die Medienkritik der Kolumne nicht ausgewogen sein könne, weil das Altpapier von Rundfunkgebühren finanziert werde. In einer Kolumne erwiderte René Martens, Zeitungsverleger seien Medienkritik nicht mehr gewohnt, weil sie in ihren Blättern weniger stattfinde.

## Autoren
Wichtige Autoren des Altpapiers waren Christoph Schultheis (2000–2002), der Erfinder des Formats und auch einer der beiden Bildblog-Gründer, sowie Peer Schader (2000–2004), Michael Angele (2002–2006), Katrin Schuster (2008–2010), Matthias Dell (2004–2014), Henrik Schmitz (2010–2011) Frank Lübberding (2014–2016), Juliane Wiedemeier (2014–2019), Nora Frerichmann (2017–2022) und Annika Schneider (2021–2024).
Aktuell schreiben Christian Bartels (über 1500 Kolumnen seit 2002), Klaus Raab (mit einer Unterbrechung seit 2008), René Martens (seit 2011), Ralf Heimann (seit 2016), Jenni Zylka (seit 2019), Johanna Bernklau (seit 2023), Ben Kutz (seit 2024) und Antonia Groß (seit 2025).
Als das Altpapier am 1. Dezember 2006 zum 2000. Mal erschien, schrieb Hans Leyendecker, der frühere Investigativredakteur der Süddeutschen Zeitung, die Jubiläums-Kolumne. Zum zehnten Geburtstag des Formats im Herbst 2010 schrieben Gast-Autoren wie Sascha Lobo, Kai Gniffke und Stefan Niggemeier  sogenannte „Geschenkpapiere“. Im November 2015 feierte „Deutschlands ältestes Medien-Watchblog“ (evangelisch.de) sein 15-jähriges Jubiläum mit einer ähnlichen Aktion.

## Auszeichnungen
In den Jahren 2002 und 2003 wurde das Altpapier für den Grimme Online Award nominiert. Im Februar 2013 erhält das damals aus Christian Bartels, Matthias Dell, René Martens und Klaus Raab bestehende Altpapier-Autorenteam für das Jahr 2012 den Bert-Donnepp-Preis für Medienpublizistik, den der Verein Freunde des Adolf-Grimme-Preises seit 1991 vergibt.